# 梅塞德斯 (奥科特佩克省)
梅塞德斯（西班牙語：Mercedes），是洪都拉斯的城鎮，位於該國西部，由奧科特佩克省負責管轄，始建於1889年11月11日，面積96.08平方公里，海拔高度1,240米，2001年人口6,000，人口密度每平方公里62.45人。
14°19′0″N 88°59′0″W / 14.31667°N 88.98333°W